# کی. وی. نارایاناسوامی
کی. وی. نارایاناسوامی (انگلیسی: K. V. Narayanaswamy; ۱۵ نوامبر ۱۹۲۳ – ۱ آوریل ۲۰۰۲) موسیقی‌دان اهل هند بود.
وی همچنین برندهٔ جوایزی همچون برنامه فولبرایت شده‌است.